# Bernardo Pié
Bernardo Pié, född 28 april 1995 i Bayaguana, är en dominikansk taekwondoutövare. Hans bror, Luisito Pié, är också en taekwondoutövare.

## Karriär
I september 2014 tog Pié silver i 63 kg-klassen vid panamerikanska mästerskapen i Aguascalientes efter en finalförlust mot mexikanske Saúl Gutiérrez. I juni 2016 tog han brons i 58 kg-klassen vid panamerikanska mästerskapen i Querétaro. I juni 2017 tävlade Pié i 63 kg-klassen vid VM i Muju, där han blev utslagen i 32-delsfinalen av chilenske Sebastián Navea.
I juli 2018 tog Pié guld i 63 kg-klassen vid panamerikanska mästerskapen i Spokane efter att ha besegrat amerikanske Alejandro Chang i finalen. I maj 2019 tävlade Pié i 63 kg-klassen vid VM i Manchester, där han blev utslagen i kvartsfinalen av tyske Iordanis Konstantinidis. I juli 2019 tog Pié silver i 68 kg-klassen vid panamerikanska spelen i Lima efter en finalförlust mot brasilianske Edival Pontes.
I juli 2021 tävlade Pié i 68 kg-klassen vid OS i Tokyo. Han besegrade belgiske Jaouad Achab men blev sedan utslagen i kvartsfinalen av kinesiske Zhao Shuai. I maj 2022 tog Pié sitt andra guld i 68 kg-klassen vid panamerikanska mästerskapen i Punta Cana efter att ha besegrat kanadensiske Hervan Nkogho i finalen. I november 2022 tävlade Pié i 68 kg-klassen vid VM i Guadalajara, där han blev utslagen i kvartsfinalen av iranske Reza Kalhor.
I maj 2023 tävlade Pié i 68 kg-klassen vid VM i Baku, där han blev utslagen i åttondelsfinalen av grekiske Konstantinos Chamalidis. I oktober 2023 tog Pié silver i 68 kg-klassen vid panamerikanska spelen i Santiago efter en finalförlust mot amerikanske Khalfani Harris.
I maj 2024 tog Pié silver i 68 kg-klassen vid panamerikanska mästerskapen i Rio de Janeiro efter en finalförlust mot brasilianske João Victor Diniz. Vid OS 2024 i Paris blev han utslagen i åttondelsfinalen i 68 kg-klassen av kroatiske Marko Golubić.